# 내레이터 (윈도우)
내레이터(Narrator)는 마이크로소프트 윈도우의 스크린 리더이다. 1999년 폴 블랭크혼 교수가 개발한 이 유틸리티는 시각 장애가 있는 윈도우 운영 체제의 사용자들의 접근성을 개선해준다.
내레이터는 모든 마이크로소프트 윈도우의 사본에 포함되어 있으며 컴퓨터에 사운드 카드와 스피커, 헤드폰이 포함되어 있는 한 추가 소프트웨어를 설치할 필요 없다.